# Cagapicchio
Il Cagapicchio (1.545 m s.l.m.) è un rilievo dell'Appennino modenese appartenente al massiccio dell'Alpesigola (1.642 m s.l.m.). Posto sul crinale tra le valli dei torrenti Dragone e Scoltenna, è confine comunale tra le sedi di Frassinoro e Pievepelago.

## Geo-morfologia
Come tutti i rilievi del suddetto massiccio anche il Cagapicchio presenta, seppur in maniera minore, versanti di pressoché scarsa pendenza e la cima schiacciata. A differenza dell'Alpesigola e del Monte Sant'Andrea presenta però, come il Monte Rovinoso una fitta macchia appenninica che ne copre la cima. Dal Cagapicchio nascono due importanti corsi d'acqua per ambo i versanti: dalla parte del Torrente Dragone c'è il Rio Bianco (4 chilometri circa di lunghezza), dal quella del Torrente Scoltenna c'è il Rio Grosso (6,5 chilometri, con le sorgenti proprio sotto il rilievo, a quota 1.500 metri).

### Come raggiungerlo
Il Cagapicchio è raggiungibile esclusivamente tramite sentieri. Quelli più agevoli, gestiti dal Club Alpino Italiano e dalla Comunità Montana del Frignano, sono:
- il numero 567 (C.A.I.) da Roccapelago, 5,2 kilometri in 2 ore circa;
- il numero 569 (C.A.I) dai Casoni, presso Sant'Andrea Pelago, 4,5 chilometri in 1 ora e 45 minuti circa;
- il numero 29 (Comunità Montana del Frignano) dal Monte Rovinoso, 4 chilometri in 1 ora e 30 minuti circa.

Nessuno di questi sentieri, però, porta in cima. Per raggiungere la sommità è necessario risalire la faggeta dal punto in cui il sentiero CAI 569 termina sul sentiero CAI 567 procedendo in direzione ovest senza alcuna traccia fino alla cima da cui non si gode però di nessun panorama essendo immersa nella vegetazione arborea: per questi motivi non viene mai visitata. 